# Збехњов
Збехњов (слч. Zbehňov) насељено је мјесто са административним статусом сеоске општине (слч. obec) у округу Требишов, у Кошичком крају, Словачка Република.

## Становништво
| Година:    | 1994. | 2004.   | 2014.    | 2024.   |
| ---------- | ----- | ------- | -------- | ------- |
| Број људи: | 264   | 290     | 358      | 376     |
| Разлика:   |       | +9,84 % | +23,44 % | +5,02 % |

| Година:    | 2023. | 2024.   |
| ---------- | ----- | ------- |
| Број људи: | 378   | 376     |
| Разлика:   |       | -0,52 % |

Према подацима о броју становника из 2024. године насеље је имало 376 становника.